# ۴-هیدروکسی‌بنزآلدهید
۴-هیدروکسی‌بنزآلدهید (به انگلیسی: 4-Hydroxybenzaldehyde) یک ترکیب شیمیایی با شناسه پاب‌کم ۱۲۶ است. شکل ظاهری این ترکیب، پودر زرد تا برنزه رنگ است.